# سيزار أكونا
سيزار أكونا هو شخصية أعمال وسياسي بيروفي، ولد في 11 أغسطس 1952 في Chota province ‏ في بيرو. نشط حزبياً في Alliance for Progress (Peru) ‏. وقد انتخب عمدة تروخيلو، بيرو ‏.